# 4543 Phoinix
A 4543 Phoinix (ideiglenes jelöléssel 1989 CQ1) egy kisbolygó a Naprendszerben. Carolyn Shoemaker fedezte fel 1989. február 2-án.